# فرنسيس كاربنتر
فرنسيس كاربنتر (بالإنجليزية: Francis Carpenter)‏ هو ممثل أمريكي، ولد في 9 يوليو 1910 في غلينوود سبرينغز في الولايات المتحدة، وتوفي في 18 مايو 1973 في سانتا ماريا في الولايات المتحدة.

## وصلات خارجية
- فرنسيس كاربنتر على موقع IMDb (الإنجليزية)
- فرنسيس كاربنتر على موقع أول موفي (الإنجليزية)
- فرنسيس كاربنتر على موقع قاعدة بيانات الفيلم (الإنجليزية)
- فرنسيس كاربنتر على موقع كينوبويسك (الروسية)